# Asienspiele 2010/Radsport
Bei den Asienspielen 2010 in der chinesischen Metropole Guangzhou wurden 18 Wettbewerbe im Radsport, zehn für Männer und acht für Frauen, ausgetragen.

## Straße

### Männer

#### Straßenrennen
| Platz | Land                | Athlet           | Zeit                    |
| ----- | ------------------- | ---------------- | ----------------------- |
| 1     | Hongkong            | Wong Kam Po      | 4:14:54 h Ø 42,369 km/h |
| 2     | Japan               | Takashi Miyazawa | gl. Zeit                |
| 3     | China Volksrepublik | Rongxi Zou       | gl. Zeit                |
| 4     | Chinesisch Taipeh   | Wei Cheng Lee    | gl. Zeit                |
| 5     | Vietnam             | Minh Thuy Bui    | gl. Zeit                |
| 6     | Kasachstan          | Maxim Iglinski   | gl. Zeit                |
| 7     | Kirgisistan         | Eugen Wacker     | gl. Zeit                |
| 8     | Usbekistan          | Sergey Lagutin   | gl. Zeit                |
| 9     | Iran                | Mehdi Sohrabi    | gl. Zeit                |
| 10    | Bahrain             | Taha Alawi       | gl. Zeit                |

Termin: 22. November 2010

Länge: 180 km

#### Einzelzeitfahren
| Platz | Land                | Athlet                | Zeit                    |
| ----- | ------------------- | --------------------- | ----------------------- |
| 1     | Korea Sud           | Hyeong Min Choe       | 1:08:16 h Ø 46,932 km/h |
| 2     | Kirgisistan         | Eugen Wacker          | + 00:10 min             |
| 3     | Iran                | Hossein Askari        | + 00:32 min             |
| 4     | Usbekistan          | Murodjon Xolmurodov   | + 01:05 min             |
| 5     | Hongkong            | Cheung King-lok       | + 01:07 min             |
| 6     | Kasachstan          | Andrei Misurow        | + 01:08 min             |
| 7     | Japan               | Kazuhiro Mori         | + 03:28 min             |
| 8     | Mongolei            | Tuulchangain Tögöldör | + 04:03 min             |
| 9     | Malaysia            | Yong Li Ng            | + 04:09 min             |
| 10    | China Volksrepublik | Xitao Ji              | + 04:09 min             |

Termin: 20. November 2010

Länge: 53,4 km

### Frauen

#### Straßenrennen
| Platz | Land                | Athlet              | Zeit      |
| ----- | ------------------- | ------------------- | --------- |
| 1     | Chinesisch Taipeh   | Hsiao Mei-yu        | 2:47:46 h |
| 2     | Indonesien          | Santia Tri Kusuma   | gl. Zeit  |
| 3     | China Volksrepublik | Na Zhao             | gl. Zeit  |
| 4     | Kasachstan          | Natalia Stefanskaja | gl. Zeit  |
| 5     | Korea Sud           | Ji Na You           | gl. Zeit  |
| 6     | Korea Sud           | Na Ah-reum          | gl. Zeit  |
| 7     | Thailand            | Jutatip Maneephan   | gl. Zeit  |
| 8     | Vietnam             | Lien Pham Thi Thuy  | gl. Zeit  |
| 9     | Indonesien          | Yanthi Fuchianty    | gl. Zeit  |
| 10    | Vietnam             | Trang Pham Thi Thuy | gl. Zeit  |

Termin: 23. November 2010

Länge: 100 km

#### Einzelzeitfahren
| Platz | Land                | Athlet            | Zeit        |
| ----- | ------------------- | ----------------- | ----------- |
| 1     | Korea Sud           | Min Hye Lee       | 49:38 min   |
| 2     | China Volksrepublik | Fan Jian          | + 00:26 min |
| 3     | Thailand            | Chanpeng Nontasin | + 01:59 min |
| 4     | Chinesisch Taipeh   | Hsiao Chia Tseng  | + 03:27 min |
| 5     | Japan               | Mayuko Hagiwara   | + 03:33 min |
| 6     | Kasachstan          | Jelena Antonowa   | + 04:27 min |
| 7     | Singapur            | Siew Chan         | + 05:00 min |
| 8     | Hongkong            | Wan Yiu Wong      | + 05:02 min |
| 9     | Philippinen         | Marites Bitbit    | + 05:32 min |
| 10    | Indien              | Sunita Devi       | + 06:22 min |

Termin: 20. November 2010

Länge: 35,6 km

## Mountainbike

### Männer

#### Cross Country
| Platz | Land                | Athlet                     | Zeit        |
| ----- | ------------------- | -------------------------- | ----------- |
| 1     | Hongkong            | Chun Hing Chan             | 2:11:33 h   |
| 2     | Japan               | Kōhei Yamamoto             | + 00:15 min |
| 3     | China Volksrepublik | Duan Zhiqiang              | + 02:32 min |
| 4     | Japan               | Seiya Hirano               | + 08:15 min |
| 5     | Korea Sud           | Jin Yong Choi              | + 12:40 min |
| 6     | Thailand            | Peerapol Chawchiangkwang   | + 15:20 min |
| 7     | Korea Sud           | Sang Hoon Na               | + 1 Runde   |
| 8     | Nepal               | Narayan Gopal Maharjan     | + 1 Runde   |
| 9     | Mongolei            | Basanchüügiin Mjagmarsüren | + 1 Runde   |
| 10    | Nepal               | Raj Kumar Shrestha         | + 1 Runde   |

Termin: 18. November 2010

### Frauen

#### Cross Country
| Platz | Land                | Athlet           | Zeit        |
| ----- | ------------------- | ---------------- | ----------- |
| 1     | China Volksrepublik | Chengyuan Ren    | 1:46:35 h   |
| 2     | China Volksrepublik | Qinglan Shi      | + 6:32 min  |
| 3     | Japan               | Rie Katayama     | + 14:40 min |
| 4     | Korea Sud           | Hye Kyeong Choi  | + 18:38 min |
| 5     | Japan               | Yukari Nakagome  | + 19:35 min |
| 6     | Malaysia            | Masziyaton Radzi | + 1 Runde   |
| 7     | Vietnam             | Thanh Dam Nguyen | + 1 Runde   |
| 8     | Nepal               | Nirjala Tamrakar | + 1 Runde   |

Termin: 18. November 2010

## Bahn

### Männer

#### Einerverfolgung
Qualifikation
| Platz | Land                | Athlet            | Zeit         |
| ----- | ------------------- | ----------------- | ------------ |
| 1     | Korea Sud           | Sun Jae Jang      | 4:27,992 min |
| 2     | Hongkong            | Cheung King-lok   | 4:30,858 min |
| 3     | China Volksrepublik | Wei Li            | 4:32,336 min |
| 4     | Iran                | Alireza Haghi     | 4:34,503 min |
| 5     | Iran                | Amir Zargari      | 4:34,850 min |
| 6     | Usbekistan          | Vladimir Tuychiev | 4:35,044 min |
| 7     | China Volksrepublik | Mingwei Wang      | 4:35,987 min |
| 8     | Korea Sud           | In Hyeok Hwang    | 4:37,862 min |
| 9     | Chinesisch Taipeh   | Chun Kai Feng     | 4:38,663 min |
| 10    | Japan               | Taiji Nishitani   | 4:39,277 min |

Termin: 13. November 2010

Halbfinale
| Platz  | Land                | Athlet            | Zeit         |
| ------ | ------------------- | ----------------- | ------------ |
| Heat 1 |                     |                   |              |
| 1      | Iran                | Alireza Haghi     | 4:35,477 min |
| 2      | Iran                | Amir Zargari      | 4:42,899 min |
| Heat 2 |                     |                   |              |
| 1      | China Volksrepublik | Wei Li            | 4:32,505 min |
| 2      | Usbekistan          | Vladimir Tuychiev | 4:38,352 min |
| Heat 3 |                     |                   |              |
| 1      | Hongkong            | Cheung King-lok   | 4:30,931 min |
| 2      | China Volksrepublik | Mingwei Wang      | überrundet   |
| Heat 4 |                     |                   |              |
| 1      | Korea Sud           | Sun Jae Jang      | 4:26,089 min |
| 2      | Korea Sud           | In Hyeok Hwang    | überrundet   |

Termin: 14. November 2010

Finale
| Platz | Land                | Athlet          | Zeit         |
| ----- | ------------------- | --------------- | ------------ |
| 1     | Korea Sud           | Sun Jae Jang    | 4:30,298 min |
| 2     | Hongkong            | Cheung King-lok | 4:37,543 min |
| 3     | China Volksrepublik | Wei Li          | 4:37,458 min |
| 4     | Iran                | Alireza Haghi   | 4:40,041 min |

Termin: 14. November 2010

#### Mannschaftsverfolgung
Qualifikation
| Platz | Land                | Athleten                                                                       | Zeit         |
| ----- | ------------------- | ------------------------------------------------------------------------------ | ------------ |
| 1     | Hongkong            | Cheung King-lok King Wai Cheung Ki Ho Choi Kwok Ho Ting                        | 4:12,834 min |
| 2     | Korea Sud           | Ho Sung Cho In Hyeok Hwang Sun Jae Jang Seon Ho Park                           | 4:14,319 min |
| 3     | China Volksrepublik | Xiao Jiang Chuanmin Li Jie Wang Pan Chen                                       | 4:15,653 min |
| 4     | Malaysia            | Akmal Amrun Mohammed Adiq Husainie Othman Amir Mustafa Rusli Mohd Harrif Saleh | 4:20,340 min |
| 5     | Iran                | Arvin Moazzemi Abbas Saeidi Tanha Mehdi Sohrabi Amir Zargari                   | 4:21,022 min |
| 6     | Japan               | Kazuhiro Mori Yu Motosuna Taiji Nishitani Ryu Sasaki                           | 4:21,407 min |
| 7     | Chinesisch Taipeh   | Che Wei Hu Hsin Hua Huang Kuo Lung Liao Po Hung Wu                             | 4:23,372 min |
| 8     | Kasachstan          | Nikolai Iwanow Andrei Kaschetschkin Sergei Kusin Alexei Ljalko                 | 4:33,221 min |
| 9     | Indien              | Atul Kumar Vinod Malik Satbir Singh Sombir                                     | 4:34,429 min |
| 10    | Katar               | Khalil Abduljanan Ahmed El Bourdainy Tareq Esmaeili Said Moosa                 | 4:39,277 min |

Termin: 15. November 2010

Halbfinale
| Platz  | Land                |                     | Zeit         |
| ------ | ------------------- | ------------------- | ------------ |
| Heat 1 |                     |                     |              |
| 1      | Iran                | Iran                | 4:15,225 min |
| 2      | Malaysia            | Malaysia            | 4:18,596 min |
| Heat 2 |                     |                     |              |
| 1      | China Volksrepublik | Volksrepublik China | 4:09,832 min |
| 2      | Japan               | Japan               | DSQ          |
| Heat 3 |                     |                     |              |
| 1      | Korea Sud           | Südkorea            | 4:06,598 min |
| 2      | Chinesisch Taipeh   | Republik China      | DSQ          |
| Heat 4 |                     |                     |              |
| 1      | Hongkong            | Hongkong            | 4:08,835 min |
| 2      | Kasachstan          | Kasachstan          | überrundet   |

Termin: 15. November 2010

Finale
| Platz | Land                | Athleten                                                | Zeit         |
| ----- | ------------------- | ------------------------------------------------------- | ------------ |
| 1     | Korea Sud           | Ho Sung Cho In Hyeok Hwang Sun Jae Jang Seon Ho Park    | 4:07,875 min |
| 2     | Hongkong            | Cheung King-lok King Wai Cheung Ki Ho Choi Kwok Ho Ting | 4:10,859 min |
| 3     | China Volksrepublik | Xiao Jiang Wei Li Jie Wang Mingwei Wang                 | 4:11,349 min |
| 4     | Iran                | Iran                                                    | 4:17,993 min |

Termin: 16. November 2010

#### Punktefahren
| Platz | Land              | Athlet                        | Punkte |
| ----- | ----------------- | ----------------------------- | ------ |
| 1     | Usbekistan        | Vladimir Tuychiev             | 71     |
| 2     | Hongkong          | Wong Kam Po                   | 60     |
| 3     | Iran              | Mehdi Sohrabi                 | 60     |
| 4     | Kasachstan        | Alexei Ljalko                 | 56     |
| 5     | Malaysia          | Mohammed Adiq Husainie Othman | 56     |
| 6     | Japan             | Kazuhiro Mori                 | 52     |
| 7     | Chinesisch Taipeh | Po Hung Wu                    | 46     |
| 8     | Japan             | Taiji Nishitani               | 46     |
| 9     | Korea Sud         | Ho Sung Cho                   | 43     |
| 10    | Korea Sud         | Sun Jae Jang                  | 27     |

Termin: 16. November 2010

#### Sprint
| Platz | Land                | Athlet                 |
| ----- | ------------------- | ---------------------- |
| 1     | China Volksrepublik | Lei Zhang              |
| 2     | Japan               | Tsubasa Kitatsuru      |
| 3     | Japan               | Yudai Nitta            |
| 4     | Malaysia            | Azizulhasni Awang      |
| 5     | Iran                | Hassanali Varposhti    |
| 6     | Korea Sud           | Lae Seon Choi          |
| 7     | Iran                | Farshad Fahrsinejadian |
| 8     | China Volksrepublik | Yong Feng              |

Termin: 14.–17. November 2010

#### Keirin
| Platz | Land                         | Athlet            |
| ----- | ---------------------------- | ----------------- |
| 1     | Malaysia                     | Azizulhasni Awang |
| 2     | Malaysia                     | Josiah Ng         |
| 3     | China Volksrepublik          | Miao Zhang        |
| 4     | Japan                        | Kazunari Watanabe |
| 5     | China Volksrepublik          | Lei Zhang         |
| 6     | Iran                         | Mohammad Parash   |
| 7     | Iran                         | Mahmoud Parash    |
| 8     | Vereinigte Arabische Emirate | Badr Al Balooshi  |
| 9     | Indien                       | Prince Hylem      |
| 10    | Hongkong                     | Chi Ho Yuen       |

Termin: 14.–17. November 2010

#### Teamsprint
| Platz | Land                | Athleten                                                  | Zeit |
| ----- | ------------------- | --------------------------------------------------------- | ---- |
| 1     | China Volksrepublik | Changsong Cheng Lei Zhang Miao Zhang                      | 71   |
| 2     | Japan               | Kazuya Narita Yudai Nitta Kazunari Watanabe               | 60   |
| 3     | Iran                | Farshad Fahrsinejadian Mahmoud Parash Hassanali Varposhti | 60   |
| 4     | Malaysia            | Josiah Ng Mohd Tisin Edrus Yunos                          | 56   |
| 5     | Korea Sud           | Lae Seon Choi Woo Yeong Kim Gyeong Su Son                 | 56   |
| 6     | Indien              | Prince Hylem Amrit Singh Okram Singh                      | 52   |
| 7     | Saudi-Arabien       | Ayman Al Habrati Bader Al Yasin Sultan Asiri              | 46   |

Termin: 13.–14. November 2010

### Frauen

#### Einerverfolgung
| Platz | Land                | Athlet            | Zeit         |
| ----- | ------------------- | ----------------- | ------------ |
| 1     | China Volksrepublik | Fan Jinagh        | 3:38,768 min |
| 2     | Korea Sud           | Min Hye Lee       | 3:40,330 min |
| 3     | China Volksrepublik | Chaomei Wu        | 3:46,281 min |
| 4     | Korea Sud           | Na Ah-reum        | 3:48,658 min |
| 5     | Chinesisch Taipeh   | Fang Ju I         | 3:49,054 min |
| 6     | Hongkong            | Wan Yiu Wong      | 3:50,109 min |
| 7     | Chinesisch Taipeh   | Hsiao Chia Tseng  | 3:54,445 min |
| 8     | Thailand            | Chanpeng Nontasin | 3:54,871 min |
| 9     | Japan               | Mayuko Hagiwara   | 3:55,356 min |
| 10    | Japan               | Minami Uwano      | 3:55,620 min |

Termin: 13.–14. November 2010

#### Punktefahren
| Platz | Land                | Athlet            | Punkte |
| ----- | ------------------- | ----------------- | ------ |
| 1     | China Volksrepublik | Liu Xin           | 34     |
| 2     | Hongkong            | Wan Yiu Wong      | 27     |
| 3     | Thailand            | Chanpeng Nontasin | 25     |
| 4     | Chinesisch Taipeh   | Fang Ju I         | 11     |
| 5     | Japan               | Minami Uwano      | 10     |
| 6     | Korea Sud           | Ju Mi Lee         | 7      |
| 7     | Philippinen         | Marites Bitbit    | 5      |
| 8     | Indonesien          | Yanthi Fuchianty  | 0      |
| 9     | Indien              | Mahita Mohan      | 0      |
| 10    | Malaysia            | Kimbeley Yap      | 0      |

Termin: 16. November 2010

#### Sprint
| Platz | Land                | Athlet          |
| ----- | ------------------- | --------------- |
| 1     | China Volksrepublik | Shuang Guo      |
| 2     | China Volksrepublik | Junhong Lin     |
| 3     | Hongkong            | Lee Wai-sze     |
| 4     | Korea Sud           | Wong Yeong Kim  |
| 5     | Korea Sud           | Eun Ji Lee      |
| 6     | Hongkong            | Zhao Juan Meng  |
| 7     | Malaysia            | Fatehah Mustapa |
| 8     | Chinesisch Taipeh   | Huang Ting-ying |

Termin: 14.–17. November 2010

#### 500-m-Zeitfahren
| Platz | Land                | Athlet            |          |
| ----- | ------------------- | ----------------- | -------- |
| 1     | Hongkong            | Lee Wai-sze       | 33,945 s |
| 2     | China Volksrepublik | Shuang Guo        | 34,152 s |
| 3     | Chinesisch Taipeh   | Mei Yu Hsiao      | 35,440 s |
| 4     | Malaysia            | Fatehah Mustapa   | 35,769 s |
| 5     | Korea Sud           | Wong Yeong Kim    | 35,801 s |
| 6     | Japan               | Kayono Maeda      | 36,033 s |
| 7     | Thailand            | Jutatip Maneephan | 36,384 s |
| 8     | Indonesien          | Santia Kusuma     | 37,265 s |
| 9     | Philippinen         | Apryl Eppinger    | 37,324 s |
| 10    | Indien              | Mahita Mohan      | 39,216 s |

Termin: 13. November 2010

## BMX

### Männer
| Platz | Land                | Athlet           | Zeit     |
| ----- | ------------------- | ---------------- | -------- |
| 1     | Hongkong            | Steven Wong      | 30,337 s |
| 2     | Japan               | Akifumi Sakamoto | 31,379 s |
| 3     | Japan               | Masahiro Sampei  | 31,466 s |
| 4     | China Volksrepublik | Yan Zhu          | 32,467 s |
| 5     | Hongkong            | Alex Hunter      | 32,889 s |
| 6     | China Volksrepublik | Zhiyang Zhao     | 33,125 s |
| 7     | Thailand            | Ath Chaimayo     | 36,664 s |
| 8     | Thailand            | Narong Klinsurai | 37,553 s |

Termin: 19. November 2010

### Frauen
| Platz | Land                | Athlet     | Zeit     |
| ----- | ------------------- | ---------- | -------- |
| 1     | China Volksrepublik | Liyun Ma   | 36,662 s |
| 2     | Japan               | Ayaka Miwa | 37,802 s |
| 3     | China Volksrepublik | Cong Yue   | 37,916 s |

Termin: 19. November 2010

### Medaillenspiegel
| Pos | Land                | Gold | Silber | Bronze | Gesamt |
| --- | ------------------- | ---- | ------ | ------ | ------ |
| 1   | Volksrepublik China | 7    | 4      | 8      | 19     |
| 2   | Hongkong            | 4    | 4      | 1      | 9      |
| 3   | Südkorea            | 4    | 1      | -      | 5      |
| 4   | Malaysia            | 1    | 1      | -      | 2      |
| 5   | Chinesisch Taipeh   | 1    | -      | 1      | 2      |
| 6   | Usbekistan          | 1    | -      | -      | 1      |
| 7   | Japan               | -    | 6      | 3      | 9      |
| 8   | Indonesien          | -    | 1      | -      | 1      |
|     | Kirgisistan         | -    | 1      | -      | 1      |
| 10  | Iran                | -    | -      | 3      | 3      |
| 11  | Thailand            | -    | -      | 2      | 2      |